# Continental (Ohio)
Continental – wieś w USA, w stanie Ohio, w hrabstwie Putnam.
Liczba mieszkańców w 2010 roku wynosiła 1 153.